# Micorriza

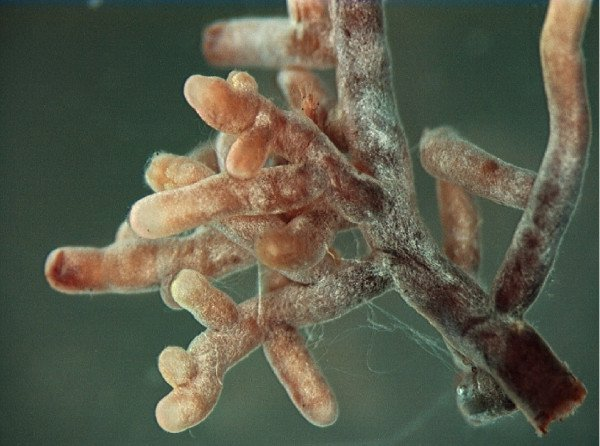
Micorriza (Amanita)

Una micorriza (del grec: mycorrhiza «fong i arrel»), és una relació simbiòtica (generalment del tipus mutualística, però ocasionalment feblement patogènica) que s'estableix entre un fong i les arrels de les plantes vasculars. En el 95% de les plantes que s'han estudiat s'ha trobat aquesta simbiosi.
Una excepció són les plantes de la família de la col (brassicàcies). L'associació de les micorrizes amb les plantes és present des de fa 400 milions d'anys
En una associació amb micorrizes els fongs colonitzen les arrels de la planta hoste, ja sigui de forma intracel·lular com passa en els anomenats fongs micorizítics arbusculars (AMF arbuscular mycorrhizal fungi), o extracel·lularment en els anomenats fongs ectomicorizítics. Les micorrizes són un component important en la vida i la química del sòl.
La majoria de bolets comestibles dels boscos de pins (rovelló, llenega, rossinyol, fredolic, palometa, agulletes, etc.) són esporocarps de fongs micorrízics. Tots aquests fongs viuen connectats als arbres vius, i ambdós obtenen benefici d'aquesta simbiosi. Algunes plantes són micorrizades artificialment ja sia per obtenir bolets comestibles (tòfones per exemple) o per millorar-ne el creixement sense necessitar adobs químics (especialment s'utilitzen fongs del gènere Glomus). Les micorrizes incrementen la resistència de les plantes a les malalties provinents del sòl i permeten que les plantes colonitzin terres ermes.

## Intercanvis de nutrients i aigua
Gràcies a aquesta simbiosi mutualista el fong rep un accés directe i relativament constant a glúcids com són la glucosa i sacarosa subministrades per la planta. Els glúcids són transportats des de la seva font (que normalment són les fulles) al teixit de l'arrel i d'allí a l'interior del fong. En compensació la planta, gràcies als micelis del fong, guanya una major capacitat d'absorció per l'aigua i els nutrients minerals (ja que la superfície del miceli és comparativament més gran respecte la d'arrels).
Les arrels de les plantes soles són incapaces de prendre del sòl els ions fosfat que estiguin en una forma química immobilitzada com passa en els sòl de pH bàsic com són els sòls calcaris. Però el fong fa que siguin disponibles per a les plantes.

### Mecanismes
El mecanisme d'incrementar l'absorció és químic i físic a la vegada. Els micelis de la micorriza tenen un diàmetre molt petit comparat amb el diàmetre de les arrels i per això poden explorar un volum més gran de sòl. També la membrana cel·lular del fong és diferent de la de les plantes i excreta àcids orgànics que ajuden en el desplaçament dels ions del sòl. Les micorrizes són especialment favorables en els sòls pobres en nutrients.

### Endomicorrizes o micorrizes arbusculars
Són micorrizes en les quals les hifes dels fongs penetren dins les cèl·lules de les plantes produint estructures en forma de vesícula (globus) o bé arbusculars (petits arbres). De fet l'hifa no penetra al protoplast (interior de la cèl·lula) però invagina la membrana cel·lular. Amb l'estructura arbuscular s'incrementa la superfície de contacte i, per tant, la transferència de nutrients entre ells.

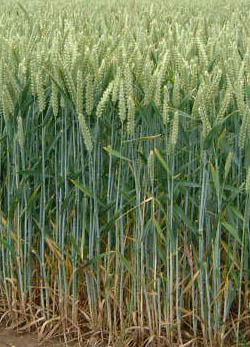
El blat forma una micorriza arbuscular

Les micorrizes arbusculars es formen només amb fongs de la divisió de fongs Glomeromycota. i aquesta simbiosi, segons els fòssils, es va originar al període Devonià (de 400 a 460 milions d'anys enrere). Actualment el 85% de les plantes del món estan colonitzades per micorrizes arbusculars incloent moltes espècies cultivades.

### Ectomicorrizes

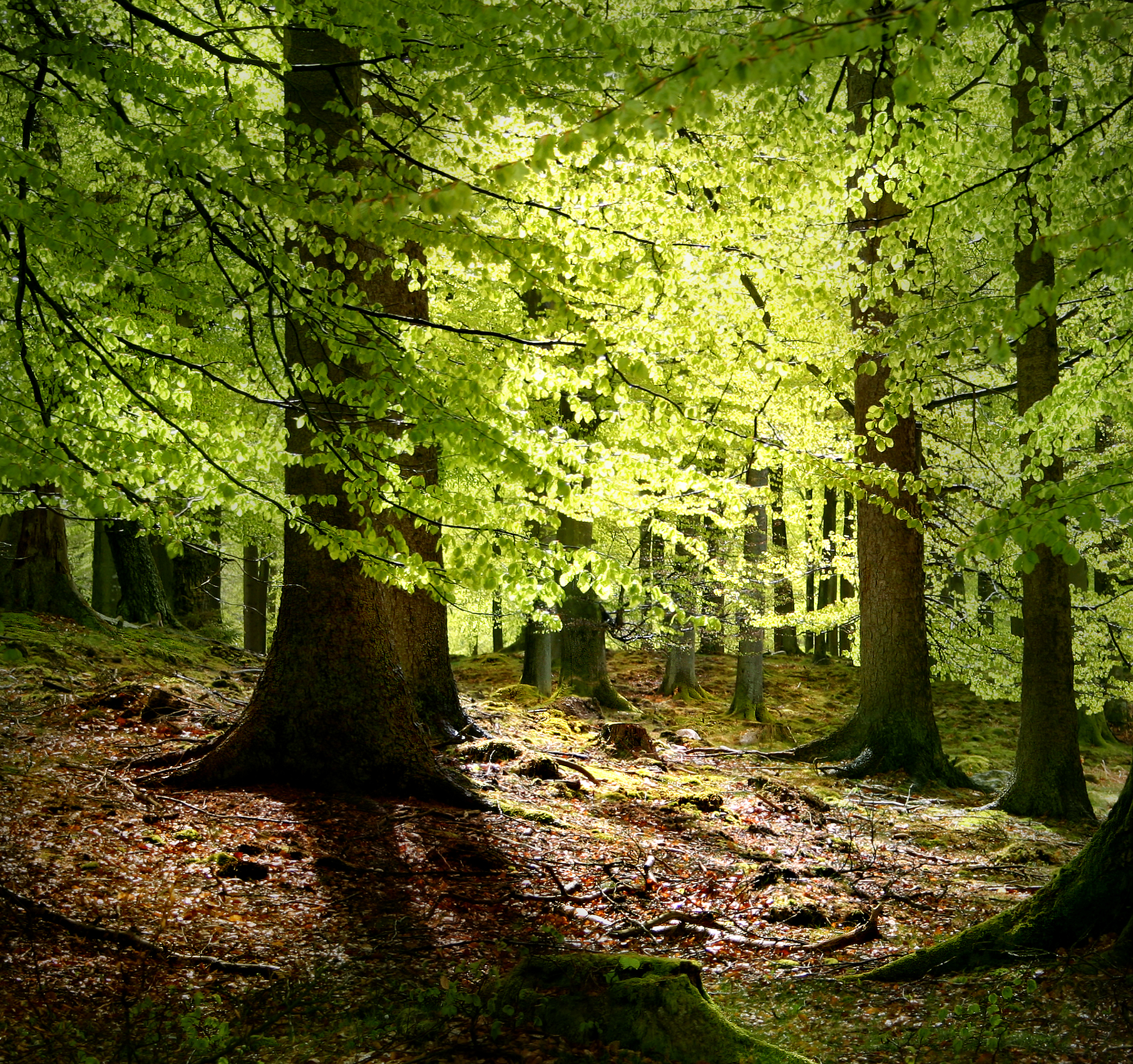
Faig amb ectomicorrizes

Les ectomicorrizes es formen en un 10% de les famílies de plantes, especialment en espècies llenyoses com les famílies del bedoll, l'eucaliptus, l'alzina, el pi, i el roser. Els fongs implicats pertanyen als grups Basidiomycota, Ascomycota, i Zygomycota.
L'ectomicoriza consisteix en un mantell format per l'hifa que cobreix la punta de l'arrel i una xarxa d'hifes que envolten les cèl·lules de les plantes dins del còrtex de l'arrel. En alguns casos les hifes també penetren en la cèl·lula de les plantes i aleshores la micorriza s'anomena ectendomicorriza. Fora de l'arrel es forma una gran xarxa entre el sòl i la virosta. Fins i tot s'ha apreciat moviments de nutrients entre dos espècies d'arbres micorrizats.

### Micorrizes de les ericàcies
En la família Ericaceae es forma un tercer tipus de micorrizes. Tenen una fase de creixement dins les arrels i una fase extrarradical de creixement laxe. No es coneix gaire cosa de la seva reproducció,
Tenen una notable capacitat de rebre nutrients de restes encara no descompostes.